# Gruppo di NGC 2273
Il Gruppo di NGC 2273 comprende almeno quattro galassie situate nella costellazione della Lince.

## Descrizione
La distanza media tra il centro di massa di questo gruppo e la nostra Via Lattea è di circa 98 milioni di anni luce (30,1 Mpc).

## Membri
Nella tabella sottostante sono riportati i quattro membri del gruppo indicati da Powel, nel suo sito "Un Atlas de l'Univers".
| Nome       | Classificazione | Tipo                   | RA (J2000.0)  | DEC (J2000.0) | Velocità radiale (km/s) | Magnitudine apparente | Distanza (Mpc) | Dimensioni (kal) |
| ---------- | --------------- | ---------------------- | ------------- | ------------- | ----------------------- | --------------------- | -------------- | ---------------- |
| NGC 2273   | SB(r)a          | Spirale barrata        | 06h 50m 08.6s | 60° 50′ 45″   | 1840 ± 4                | 11,7                  | 27,7 ± 1,9     | 99               |
| NGC 2273B* | SB(rs)cd?       | Spirale barrata        | 06h 46m 31.6s | 60° 20′ 25″   | 2101 ± 4                | 12,5                  | 31,5 ± 2,2     | 68               |
| UGC 3504*  | SAB(s)cd        | Spirale intermedia     | 06h 40m 07.1s | 60° 04′ 50″   | 2100 ± 3                | 12,6                  | 31,4 ± 2,2     | 107              |
| UGC 3598   | IBm             | Irregolare magellanica | 06h 56m 30.5s | 60° 39′ 06″   | 1994 ± 1                | 13,07 ± 0,05          | 30,0 ± 2,1     | 45               |

- NGC 2273B = UGC 3530[4]
- UGC 3504 = NGC 2273A[4]

Il sito DeepskyLog permette di trovare agevolmente le costellazioni in cui sono situate le galassie; in alternativa si possono utilizzare le coordinate delle galassie per individuarle. Se non altrimenti indicato, le coordinate sono quelle fornite dal sito NASA/IPAC (National Aeronautics and Space Administration / Infrared Processing and Analysis Center).